# Klein Görigk
Klein Görigk, niedersorbisch Psowe Górki, war ein Dorf in der brandenburgischen Niederlausitz südlich von Drebkau und nordöstlich von Welzow am Südrand des Lausitzer Landrückens. Es wurde 1995/96 für den heranrückenden Tagebau Welzow-Süd entsiedelt und abgebrochen. Die archäologischen Ausgrabungen im Ort zeigten, dass dieser im Zuge des deutschen Landesausbaus im 13. Jahrhundert gegründet wurde. Die Funde weisen einen spätslawischen Fundniederschlag sowie frühe blaugraue deutsche Ware auf. Klein Görigk ist das (nach Horno und Kausche) dritte vollständig ausgegrabene Dorf im Braunkohlegebiet der Niederlausitz.

Karte des Ortes

Der sorbische Ortsname bedeutet so viel wie „Hundehügel“.

## Frühgeschichte
Der älteste Beleg der Besiedlung der Region sind zwei mittelbronzezeitliche Bestattungsplätze bei Klein Görigk. Zahlreiche Scherben von Töpfen und Kümpfen in der Verfüllung zweier Grubenmeiler, die zu drei Ofenbatterien bei Klein Görigk gehörten, datieren in die späte Römische Kaiserzeit (3./4. Jahrhundert) und weisen auf eisenzeitliche Aktivitäten der Germanen.

## Das mittelalterliche Dorf
Zwischen 2004 und 2006 wurde das Dorf im Zuge der Erschließung des Tagebaus Welzow-Süd, auf einer Fläche von neun Hektar untersucht. Dabei wurden 6.701 Befunde gemacht. Das mittelalterliche Dorf stellte sich bei seiner Gründung als Einzelhof oder als zwei im ausgehenden 12. und frühen 13. Jahrhundert kurz nacheinander entstandene Gehöfte dar.
Ein Kastenbrunnen konnte dendrochronologisch auf das Jahr 1199 datiert werden. Die Gefäße aus dem Brunnen haben ein typisch spätslawisches Wellenbanddekor, aber auch Kleeblattmündungen, die eine typisch deutsche Randform darstellen. Das Stilgemisch datiert ins 13. Jahrhundert. Da die Gefäße mit Standböden versehen sind, ist zu vermuten, dass die Siedler aus dem süddeutschen Raum kamen, wo Standböden üblich waren.
Der zweitälteste Kastenbrunnen aus Buchenholz wurde auf 1209 datiert. Von den insgesamt 30 Brunnen sind diejenigen des späten 12. und frühen 13. Jahrhunderts als Kastenbrunnen in Blockbautechnik aus Spaltbohlen oder Halbstämmen errichtet. Die jüngeren Brunnen sind aus einem tragenden Holzrahmen, das Aufgehende aus Feldsteinen erbaut. Auch dies ist eine in Süddeutschland verbreitet Bauform. Der Brunnen der Dorfanlage (Hofstelle VII) wurde auf das Jahr 1243 datiert. Die Erstbesiedlung ist anhand von Holzfunden eines Übergangs über die Niederung datiert, der die Gehöfte von 1189 an das übergeordnete Wegesystem anschließt. Die beiden alten Höfe wurden bei der Anlage des Dorfes aufgegeben. Dafür entstanden insgesamt 11 neue Hofstellen.
Die Hofanlagen der Niederung beiderseits des Baches sind von einem Dorfgraben umgeben. Der Anschluss des Hofes von 1189 überbrückte die Niederung bereits mittels eines Bohlenweges, denn man nicht erneuerte als das Dorf entstand. Ein Knüppeldamm, der bis ins 19. Jahrhundert bestand und dann gepflastert wurde, erschließt das Dorf in Richtung des übergeordneten Straßennetzes. Der Weg quert die Niederung und erschließt die Höfe III-V und XI und XII. Die mittelalterlichen Zuwegungen zu den Hofstellen VI – X konnten nicht dokumentiert werden.

## Feldsteinkeller
Auskunft über die Entwicklung geben neben den für die Datierung maßgeblichen Brunnen, 4 Feldsteinkeller. Feldsteinkeller sind eine Erscheinung des 14. Jahrhunderts. Die in dem Bereich des Holzfußbodens gefundene Keramik datiert die Keller in diese Zeit. Sie liegen normalerweise unter größeren Gebäuden, von denen sich aber in Klein Görigk keine Spuren erhielten. Bis zum 14. Jahrhundert basierte die Ernährung auf Getreideanbau. Im Spätmittelalter ging man vermehrt zur Fleischproduktion über. Dies lag zum einen an einer Kälteperiode im 13. und 14. Jahrhundert, zum anderen am rasanten Aufstieg der Städte, in denen eine größere Bevölkerung mehr Fleisch konsumierte. Die Steinkeller werden als Lager für noch ungeräucherte oder ungepökelte Fleischprodukte interpretiert, die in ihnen haltbar blieben, bis man sie verarbeitete oder verkaufte. Die oft 40 cm bis 50 cm breiten Wände der Steinkeller von Klein Görigk sind aus Feldsteinen in Lehm gesetzt und stellenweise noch 60 cm hoch erhalten. Sie sind 12–15 m² groß und trapezförmig bis rechteckig. Ein Keller weist einen gewinkelten Eingang an der Schmalseite auf. Die anderen Eingänge verlaufen gerade. Drei Keller liegen etwa drei bis vier Meter über der Niederung, um sie trocken zu halten.

## Nebengebäude
Bislang war das Aussehen von Wohnhäusern in den dörflichen Siedlungen zu erschließen (Fundort Diepensee). Aber wie die Speicher oder andere Gebäude des 14. Jahrhunderts in der Niederlausitz aussahen, wie groß sie waren und welche Konstruktionen zur Anwendung kamen, oder wo sie im Hofareal standen war unbekannt.
Der Ausgräber P. Schöneburg fand im Norden von Klein Görigk am Dorfgraben einen dreischiffigen Hausgrundriss als 9,0 × 6,4 m großen Pfostenbau. Drei Pfostenpaare trugen die Dachkonstruktion. Die Wandpfosten standen in einem Gräbchen und nahmen wenig Dachlast auf. Mächtige Pfosten im Norden und eine gerundete Form im Süden erschlossen sich dem Ausgräber als Anzeichen für einen Vollwalm im Süden und einen Krüppelwalm im Norden. Umgesetzt in die Rekonstruktion heißt das, das Dach war im Süden weit heruntergezogen, die Wand leicht in den Ecken abgerundet. Richtung Ackerflur, wird ein hochgezogenes Dach rekonstruiert. In den Pfostenlöchern gefundene Scherben datieren ins 13. und 14. Jahrhundert Damit ist dieses im Grundriss vollständig erhaltene Gebäude als das erste in Pfostenbauweise errichtete Nichtwohngebäude der Niederlausitz aus dem 14. Jahrhundert zu bezeichnen.

## Spätmittelalter
Klein Görigk verzeichnet ausweislich der archäologischen Befunde im Dreißigjährigen Krieg einen deutlichen Besiedlungsrückgang. Ende des 17. Jahrhunderts werden dann neue Brunnen gebaut. Dies deutet darauf hin, dass sich das Dorf erholte, als der Krieg in Preußen zu Ende ging. In der Schlacht von Fehrbellin gelang es im Nordischen Krieg den Preußen unter Generalfeldmarschall Georg von Derfflinger 1675, einfallende Schweden aus der Mark Brandenburg zu vertreiben. Dass der Ausbau Klein Görigks mit der Prosperierung des Landes ab 1679 in Zusammenhang steht, darf vermutet werden. Klein Görigk blieb weitere 250 Jahre ohne Kirche und ohne einen eigenen Gutshof ein Dorf der Niederlausitz. 1928 entstand unter Einbeziehung der Dörfer Petershain, Geisendorf und Klein-Görigk die Gemeinde Neupetershain.

## Museum

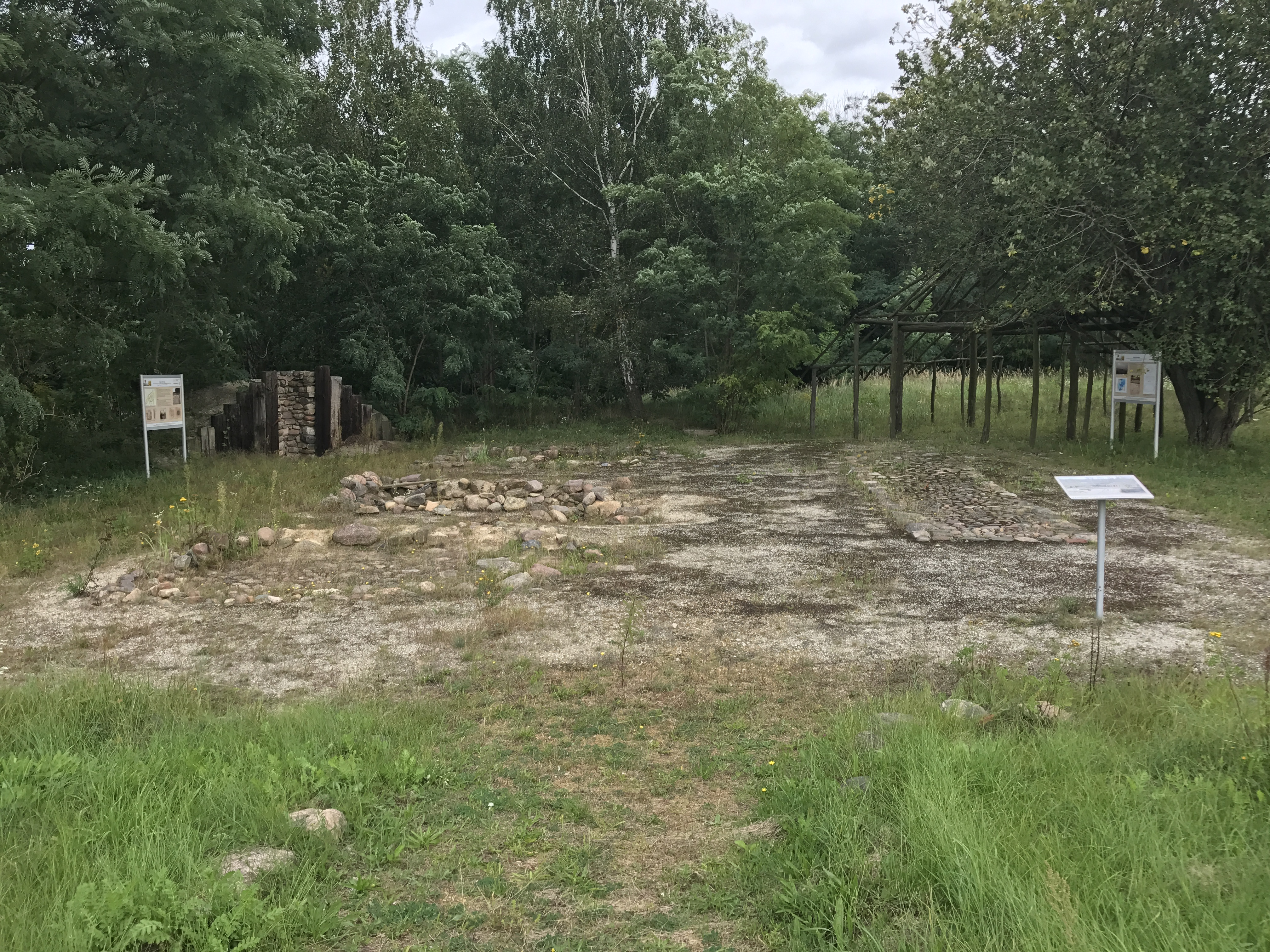
Gedenk- und Informationsstätte Klein Görigk

Im Industriegebiet der Stadt Welzow ist eine Freilichtpräsentation mit wieder aufgebauten Straßenabschnitten, drei Feldsteinkellern und einem Brunnen aufgebaut. Hinzu kommt das Gerüst eines Nebengebäudes, des ersten rekonstruierbaren mittelalterlichen Pfostenbaus der Niederlausitz. Die nach dem archäologischen Befund hierher verbrachten und wieder aufgebauten Originalbefunde aus dem Tagebau Welzow-Süd sind die letzten Zeugnisse des ab 1995/96 abgebaggerten Dorfes Klein Görigk, dessen 360 Bewohner umgesiedelt wurden.